# 하인리히 륍케
카를 하인리히 륍케(독일어: Karl Heinrich Lübke, 1894년 10월 14일 ~ 1972년 4월 6일)는 1959년부터 1969년까지 서독의 2대 연방 대통령이었다. 자신의 대통령직에 앞서 그는 식품농부산림 연방 장관을 지냈다. 온건한 보수주의는 그의 악화된 건강으로부터 고통을 겪었고 부끄러운 진술 혹은 행동으로 알려졌다. 농업을 곁으로 그는 국가들을 발전시키는 정부에 흥미를 가졌다. 륍케는 예정된 자신의 2번째 임기 기간의 말기 3달 전에 사임하였다.

## 어린 시절
베스트팔렌의 엥크하우젠에서 태어난 륍케는 매우 가난한 환경에서 자라왔다. 그는 자우어란트에서 온 제화 업자와 농부의 아들이며 훈련에 의한 감독인이었다. 제1차 세계 대전에서 군복무를 위하여 지원한 그는 중위의 계급에 도달하였다.
1923년부터 베를린에서 소규모의 농부들의 이익들을 대표하는 압력 단체의 간부로서 일한 후, 그는 로마 가톨릭 독일 중앙당의 당원이 되었고, 1932년 4월 프로이센 국회의 의원으로 선출되었다.

## 정치 경력

### 나치스의 등장
1933년 나치스에 의한 권력의 몰수와 이어서 중앙당의 해산 후, 륍케는 공동 기금의 남용으로 고발되어 징역 살이를 하게 되었으며 정치적으로 동기가 된 비난들을 후원하는 데 증거가 없을 때 그는 20개월 만에 석방되었다. 그 일은 그가 건설 사회와 함께 상급 직위를 얻을 수 있던 1937년까지 일어나지 않았고, 거기로부터 1939년 제2차 세계 대전이 일어나기 조금 전에 건축가 발터 슐렘프에 의하여 경영된 건설 공학 회사로 옮겼다. 여기서 그는 알베르트 슈페어의 예고로 와서 슈페어에 의하여 운영된 군사부의 후원 아래 있던 어떤 주요 건설 계획들을 위하여 책임이 주어졌다. 이 중의 하나는 "페네뮌데 육군 연구소"와 "공군 시험장"의 확장이었다.

### 정계 입문
전쟁이 끝난 후, 륍케는 자신의 정치 경력으로 돌라와 서독 기독교민주연합의 당원이 되어 1947년 노르트라인베스트팔렌의 주의회에서 농업부 장관으로 임명되었다. 1953년 콘라트 아데나워 총리는 본에서 그를 식품농무산림 연방 장관으로서 자신의 내각에 그를 임명하였다.
그는 대통령직에서 너무 강한 성격에 의하여 방해되지 않은 아데나워의 정치적 계획들을 보증하는 데 대통령의 큰 의식의 지위를 위한 후보로서 아데나워에 의하여 선택되었다. 1959년 2차 투표에서 대통령직을 위하여 륍케는 사회민주당의 카를로 슈미트와 자유민주당의 막스 베커를 꺾었다.

## 대통령 재임
나치스 아래에서 한번의 정치범으로서 륍케의 지위는 좋은 대리에서 그를 놓았고, 그일은 1966년 그의 계획들에 노예 노동의 이용에 매우 최소로 깨달은 독일 민주 공화국에서 근원들에 의하여 만들어지는 데 고발들이 시작될 때까지 일어나지 않았고, 건설 계획들은 그의 서명을 지니고 강제수용소를 포함한 병영들은 그의 공모의 증거로서 나아갔으나 동독의 선전으로서 이 일들은 서독에서 해산되었다. 그럼에 불구하고, 가능한 스캔들은 연방 대통령의 직무를 손상시키는 데 위협하였고 1968년 륍케는 다가오는 해에 자신이 사임할 것을 공고하여 그의 사임은 직무의 자신의 기간이 끝나는 스케줄이 있기 3달 전에 실시되었다.
그는 3년 후에 사망하였다. 1963년 한국이 서독에 간호사와 광부를 파견 했을 때 한국에 1억 4천만 마르크를 빌려 주기도 하였다.

## 역대 선거 결과
| 선거명      | 직책명        | 대수 | 정당                | 1차 득표율 | 1차 득표수 | 2차 득표율 | 2차 득표수 | 결과 | 당락 |
| ----------- | ------------- | ---- | ------------------- | ---------- | ---------- | ---------- | ---------- | ---- | ---- |
| 1959년 선거 | 독일의 대통령 | 2대  | 독일 기독교민주연합 | 49.8%      | 517표      | 50.7%      | 536표      | 1위  |      |
| 1964년 선거 | 독일의 대통령 | 2대  | 독일 기독교민주연합 | 68.1%      | 710표      |            |            | 1위  |      |